# Katarzynowo (Szkaradowo)
Katarzynowo – przysiółek wsi Szkaradowo w Polsce, położony w województwie wielkopolskim, w powiecie rawickim, w gminie Jutrosin.
W latach 1975–1998 przysiółek należał administracyjnie do województwa leszczyńskiego.
W okresie Wielkiego Księstwa Poznańskiego (1815-1848) miejscowość wzmiankowana wówczas jako polana leśna Katarzynowo należała do wsi mniejszych w ówczesnym pruskim powiecie Kröben (krobskim) w rejencji poznańskiej. Katarzynowo należało do okręgu jutroszyńskiego tego powiatu i stanowiło część majątku Szkaradowo, którego właścicielem był wówczas (1846) Garczyński. Według spisu urzędowego z 1837 roku polana leśna Katarzynowo liczyła 7 mieszkańców, którzy zamieszkiwali jeden dym (domostwo).
W okresie międzywojennym w miejscowości stacjonowała placówka Straży Granicznej I linii „Katarzynowo”.